# Julio García (rugby à XV)
Pour les articles homonymes, voir Julio García (homonymie) et García.
Pas d'image ? Cliquez ici

a Compétitions nationales et continentales officielles uniquement.

b Matchs officiels uniquement.
Julio García, né le 3 juillet 1975 à Córdoba (Argentine), est un joueur de rugby à XV argentin. Il a joué en équipe d'Argentine et évolue au poste de pilier (1,85 m pour 111 kg). De 2012 à 2015, il est entraîneur des avants de l'USO Nevers.

## Carrière

### En club
- jusqu'en 2001 : RC Tala  Argentine
- 2001-2002 : USA Perpignan  France
- 2002-2003 : Castres olympique  France
- 2003-2004 : RC Narbonne  France
- 2004-03/2005 : CA Périgueux  France
- 03/2005-2006 : RC Toulon  France
- 2006-2008 : RC Tala  Argentine

### En équipe nationale
Il a honoré sa première cape internationale en équipe d'Argentine le 3 octobre 1998 contre l'équipe du Paraguay.

## Palmarès

### En club
- Champion de France de Pro D2 : 2005
- Bouclier européen : 2003

### En équipe nationale
- 3 sélections en équipe d'Argentine en 1998 et 2000
- Sélections par année : 2 en 1998, 1 en 2000